# Гробниці правителів династії Чосон

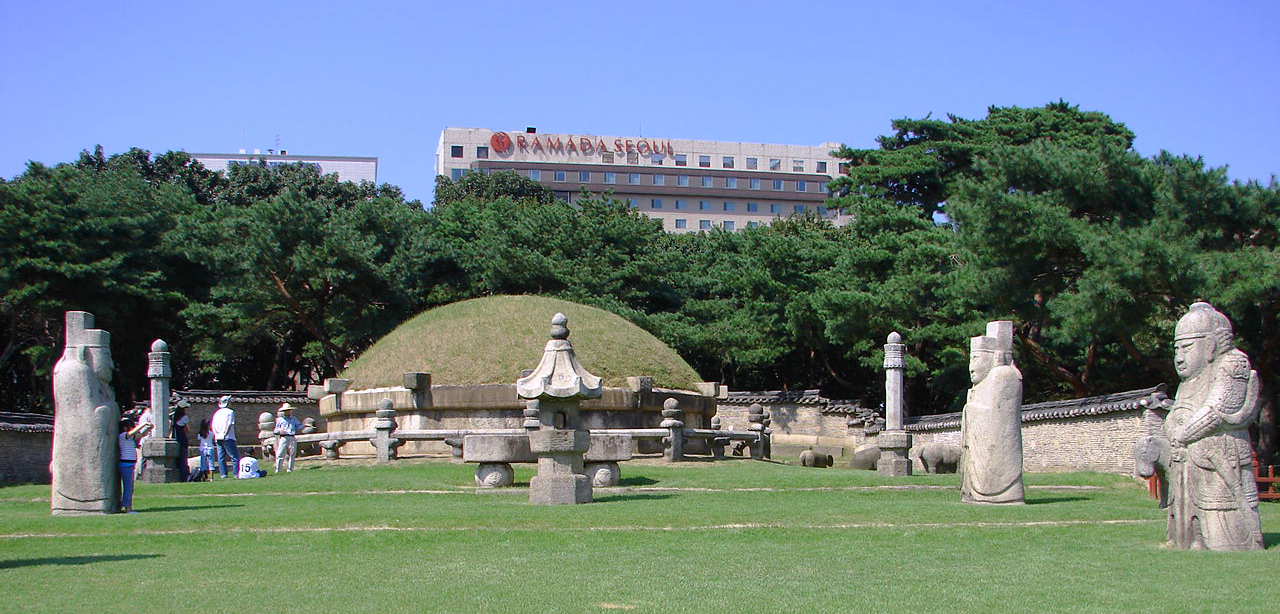
Гробниця короля Сонджона в Сеулі.

Гробниці правителів династії Чосон — 40 гробниць імператорів корейської династії Чосон (1392–1910), що розташовані на території Південної Кореї. Гробниці знаходяться у 18 регіонах країни, вони були споруджені на знак поваги і прославлення діянь імператорів. 2009 року Гробниці правителів династії Чосон були включені до списку об'єктів Світової спадщини ЮНЕСКО.
Кожна гробниця є комплексом з декількох об'єктів (будівлі, скульптури), що має складну структуру — наприклад, місце для «зустрічі» живих і мертвих, місце для молитов до предків, місце для поминальних служб, захисні споруди тощо.